# شركة إتحاد الخليج الأهلية للتأمين التعاوني
شركة اتحاد الخليج الأهلية للتأمين التعاوني (المعروفة باسم التداول: إتحاد الخليج الأهلية) هي شركة مساهمة عامة سعودية، تعمل في قطاع التأمين، ومدرجة في السوق المالية السعودية (تداول)، تأسست في عام 1983م، بموجب السجل التجاري رقم (2050056228). يقع مقرها الرئيسي في الدمام، المملكة العربية السعودية.

## التاريخ
الشركة تكونت من اندماج الشركة الأهلية للتأمين التعاوني والتي تأسست في 05-08-2007، في شركة اتحاد الخليج للتأمين التعاوني.

## النشاط
تعمل الشركة في مجال التأمين التعاوني على الممتلكات والمسؤولية والتأمين على المركبات وتأمين الأشخاص والتأمين الطبي وفي جميع الأنشطة المتممة للأعمال المذكورة بإستثناء الحماية والإدخار.

## ملف الأسهم
| رأس المال المصرح به (ريال سعودي) | عدد الأسهم المصدرة | رأس المال المدفوع (ريال سعودي) | القيمة الاسمية للسهم | القيمة المدفوعة للسهم |
| -------------------------------- | ------------------ | ------------------------------ | -------------------- | --------------------- |
| 229,474,640                      | 22,947,464         | 229,474,640                    | 10                   | 10                    |

تغيرات في راس المال
| تاريخ اعلان التوصية | نوع الإصدار     | تاريخ الاستحقاق | رأس المال الجديد | رأس المال السابق | الفرق التراكمي |
| ------------------- | --------------- | --------------- | ---------------- | ---------------- | -------------- |
| 2019-12-25          | اندماج          | 2020-12-03      | 229,474,640      | 150,000,000      | (- 70,000,000) |
| 2017-03-22          | تخفيض رأس المال | 2017-05-18      | 150,000,000      | 220,000,000      | (- 70,000,000) |

## اندماج

### الشركة الأهلية للتأمين التعاوني
في 6 ديسمبر 2020، أعلن عن نفاذ قرار دمج «الشركة الأهلية للتأمين التعاوني» في شركة اتحاد الخليج للتأمين التعاوني، وكان الاندماج مقابل قيام شركة اتحاد الخليج بإصدار نحو 7.947 مليون سهم بقيمة اسمية تبلغ 10 ريالات سعودية للسهم الواحد وتسجّل لصالح المساهمين في الشركة الأهلية «الأسهم الجديدة» من خلال زيادة رأسمال شركة اتحاد الخليج المدفوع من 150 مليون ريال إلى 229.47 مليون ريال، وزيادة عدد أسهمها من 15 مليون سهم إلى 22.95 مليون سهم مدفوعة بالكامل.
الاندماج أدى إلى إلغاء إدراج أسهم «الشركة الأهلية للتأمين التعاوني». في 30 ديسمبر،2020، عدل اسم الشركة ليصبح «شركة اتحاد الخليج الأهلية للتأمين التعاوني»، بدلاً من «إتحاد الخليج للتأمين التعاوني».

### شركة الصقر للتأمين التعاوني
في 19-12-2021، أعلنت الشركة، عن بدء مناقشات مبدئية غير ملزمة مع شركة الصقر للتأمين التعاوني لدراسة جدوى اندماج الشركتين.